# Ludwig I. von Wippra
Ludwig I. von Wippra († 1173) war von 1169 bis 1173 der 23. Bischof von Münster.

## Frühes Leben
Er stammte aus dem Geschlecht der Edelherren von Wippra, das mit den Thüringer Landgrafen verwandt war. Sein Vater war Ludwig von Wippra, die Mutter hieß Mechtildis, auch Mathilde genannt. Über die frühen Jahre Ludwigs gibt es keine genaueren Angaben. Sicher scheint zu sein, dass er 1151 Domherr in Magdeburg war. 1157 war er Kämmerer des Domstifts in Magdeburg. Diesen Posten gab er später wieder ab, blieb aber weiter Domherr. Er war zeitweise auch Propst der Kirche Unserer Lieben Frau in Magdeburg. Ludwig taucht als Zeuge in mehreren Urkunden Heinrichs des Löwen auf. Im Jahr 1168 wird er als Magdeburger Domherr und Dompropst vom Merseburg genannt. Seinen Aufstieg in der Kirche verdankte er nicht zuletzt seinem Halbbruder Erzbischof Wichmann von Seeburg.
Nach dem Tod des Bischofs Friedrich II. von Are ernannte Kaiser Friedrich I. ihn ohne Berücksichtigung des Wormser Konkordats zum Bischof von Münster.

## Zeit als Bischof
Wie üblich förderte er das Klosterwesen durch Schenkungen. In der Stadt Münster war Ludwig maßgeblich an der Entstehung der St.-Ludgeri-Kirche unter anderem durch die Klärung der Grundstücksfrage, der Ausstattung mit einer Hufe Land sowie der Stiftung eines alten Kreuzes mit Reliquien des heiligen Liudgers beteiligt. Der Pfarrer von St. Lamberti, der einen Teil seiner Gemeinde an St. Ludgeri abgeben musste, wurde dafür finanziell entschädigt. Die bereits unter Bischof Friedrich II. von den Tecklenburger Grafen erworbene Stiftsvogtei wurde von Kaiser Friedrich I. 1173 zu Gunsten Ludwigs bestätigt. In seine Zeit fällt auch der Bau des Südturms des St. Paulus Doms.
Um die Vermischung der Einkünfte von Domkapitel und Bischof zu beseitigen, hat er acht Haupthöfe Lohn, Haltern, Dülmen, Billerbeck, Warendorf, Beckum, Ahlen und Werne der Verwaltung durch Amtmänner entzogen und wieder direkt dem Bischof unterstellt. Beim Streit zwischen Domkapitel und Bürgern von Münster über die Grenzen der Domimmunität hat Ludwig vermittelt und die Mitte des Burggrabens als Grenze festgelegt. Dem Domkapitel stand er einen Anteil am Münzgewinn zu. Anders als das Domkapitel im 17. Jahrhundert hat er diesem aber kein eigenes Münzrecht eingeräumt.
Ludwigs Amtszeit fällt in die Zeit eines Schismas. Ludwig erkannte dabei den vom Kaiser eingesetzten Gegenpapst Calixt III. an. Er nahm 1169/1170 am kaiserlichen Hoftag in Frankfurt am Main teil. In der dort am 3. Januar 1170 ausgestellten Kaiserurkunde war Ludwig einer der Zeugen. Im Juni des Jahres begleitete er den Kaiser, der einen neuen Italienzug gegen Alexander III. vorbereitete. Wie zahlreiche andere Bischöfe unterzeichnete er am 21. Juni 1170 ein Kaiserprivileg.
Bischof Ludwig starb wohl an einer Hustenepidemie im Dezember 1173. Beigesetzt wurde er unter dem Südturm des Doms.